# 六十谷駅

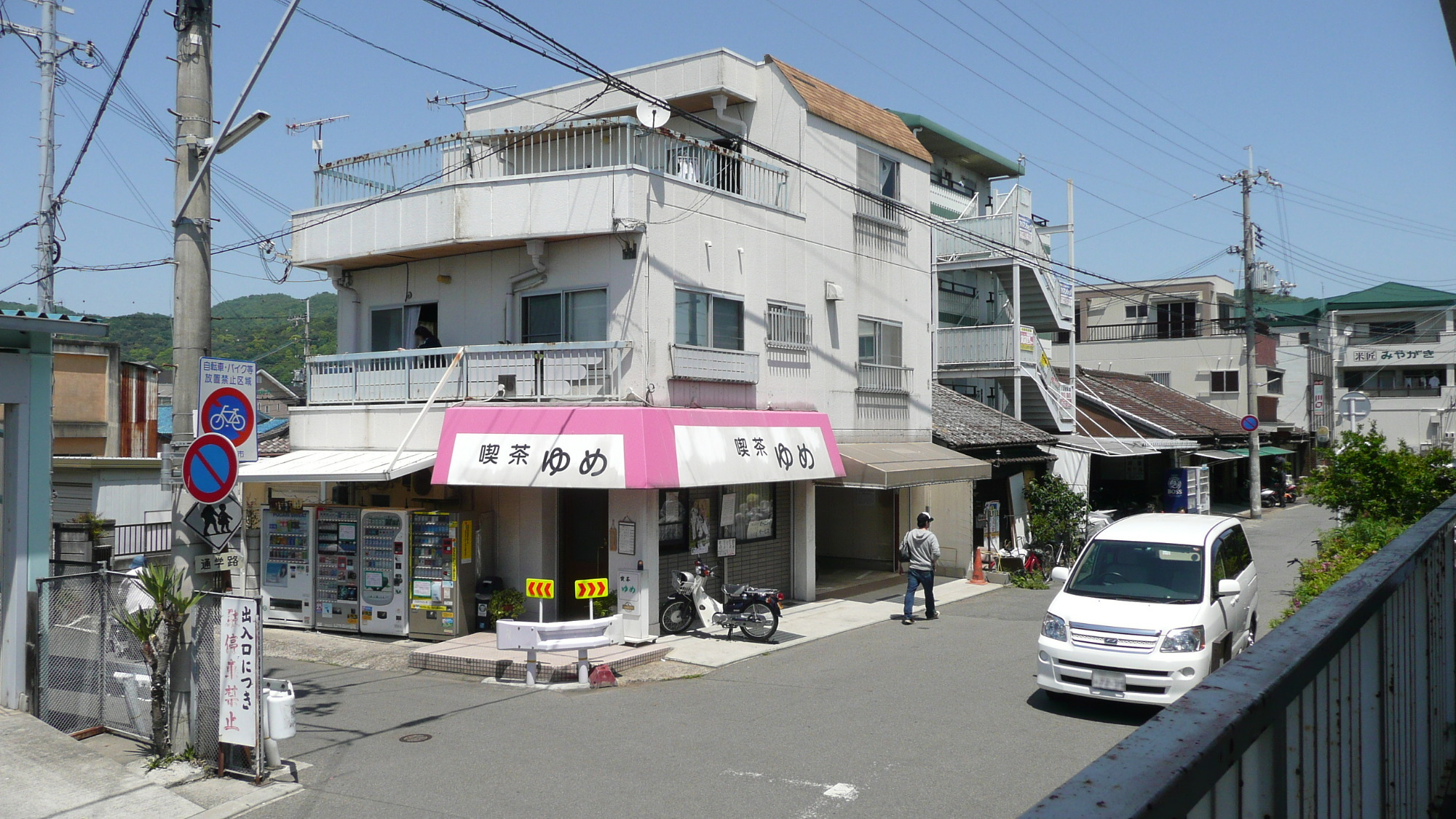
駅前（北側・2008年5月）

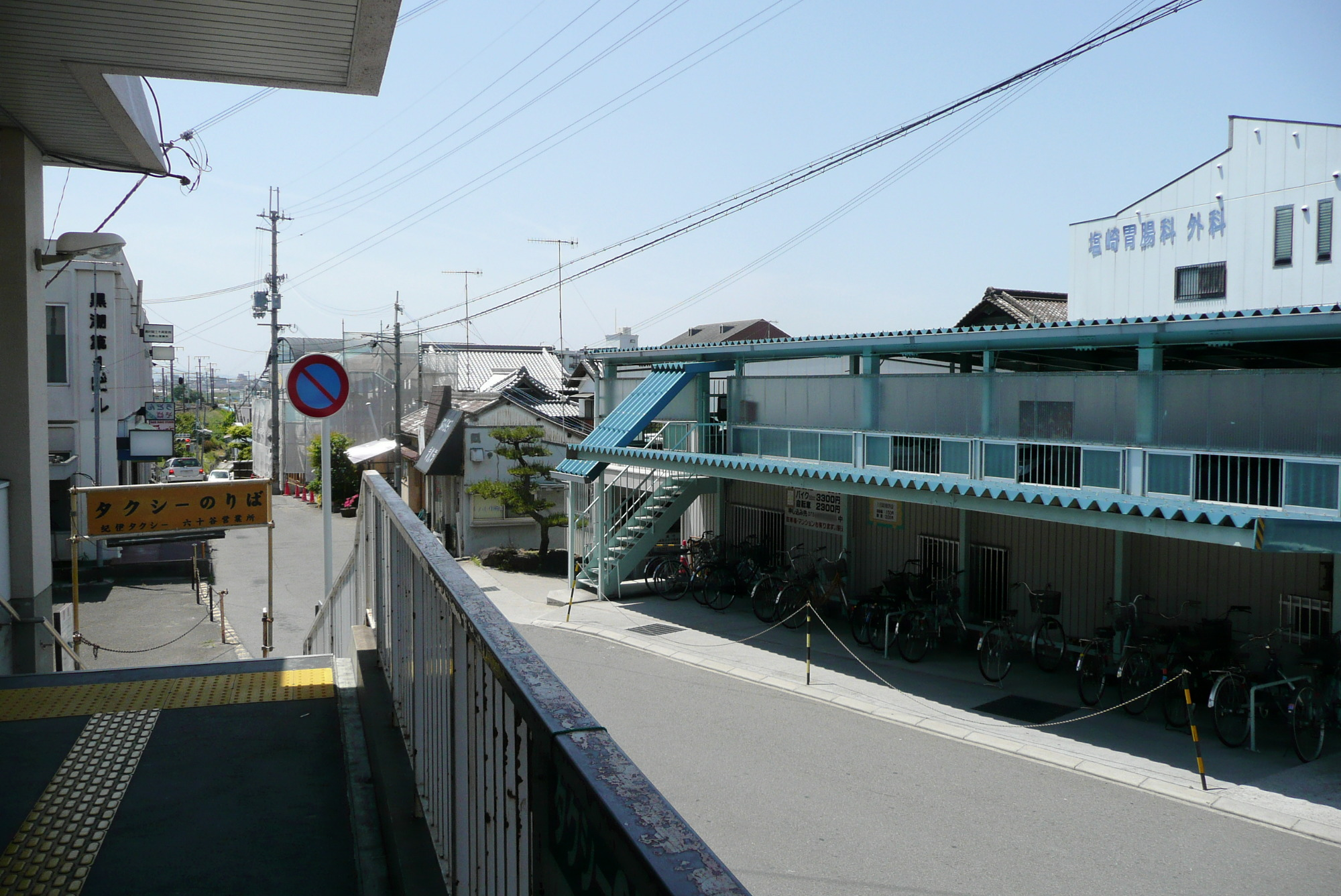
駅前（南側・2008年5月）

六十谷駅（むそたえき）は、和歌山県和歌山市六十谷にある、西日本旅客鉄道（JR西日本）阪和線の駅である。駅番号はJR-R52。「難読駅」に挙げられることがある。

## 歴史
当初は普通列車のみが停車する駅だったが、大規模私立学校が2校設立後は利用者が増加し、ラッシュ時（朝の上りと夜の下り）快速停車駅となり、さらに紀州路快速設定と同時に終日快速停車駅となった。

### 年表
- 1930年（昭和5年）6月16日：阪和電気鉄道の和泉府中駅 - 阪和東和歌山駅（現・和歌山駅）間延伸時に、停留場として開業。
- 1931年（昭和6年）10月10日：停留場から駅に格上げされ六十谷駅となる（9月1日届出、10月10日認可）。側線を新設し貨物取扱を開始[1]。
- 1932年（昭和7年）2月29日：側線増設[1]。
- 1933年（昭和8年）4月28日：砂利積込場拡張願届出（第一次、5月17日認可）[2]。
- 1934年（昭和8年）4月6日：砂利積込場拡張願届出（第二次）[2]。
- 1940年（昭和15年）12月1日：阪和電気鉄道が南海鉄道に吸収合併され、南海山手線の駅となる[3]。
- 1944年（昭和19年）5月1日：戦時買収により国有化され、運輸通信省（国鉄）阪和線所属となる[3]。
- 1962年（昭和37年）2月1日：貨物の取り扱いが廃止[4]。
- 1980年（昭和55年）4月1日：荷物扱い廃止[4]。
- 1987年（昭和62年）4月1日：国鉄分割民営化により、西日本旅客鉄道（JR西日本）の駅となる[3][4]。
- 1993年（平成5年）
  - 3月18日：ラッシュ時に一部の快速が停車するようになる（同時に、紀伊中ノ島駅の快速停車を廃止）。
  - 7月1日：阪和線運行管理システム（初代）導入。
- 1998年（平成10年）6月25日：自動改札機を設置し、供用開始[5]。
- 1999年（平成11年）5月10日：快速が終日停車するようになる。また、この日に新設された紀州路快速も終日停車するようになる。
- 2003年（平成15年）11月1日：ICカード「ICOCA」の利用が可能となる[6]。
- 2013年（平成25年）9月28日：阪和線運行管理システムを2代目のものに更新。
- 2018年（平成30年）3月17日：駅ナンバリングが導入され、使用を開始。
- 2021年（令和3年）
  - 3月12日：この日をもってみどりの窓口の営業を終了[7]。
  - 7月1日：駅業務がJR西日本メンテックからJR西日本交通サービスに移管された。

### 駅名の由来
駅名は開通時、和歌山県海草郡有功村大字六十谷にあった事から付けられた。当駅は地元民が誘致運動をし、寄付集めをして駅用地を確保して阪和電気鉄道に提供して設置された（「和歌山市有功郷土史」）。
六十谷の地名は1174（承安4）年の「紀実俊申文案」（栗栖家文書、「和歌山市史」4巻1977年刊　所収）にみえるなど、古くからあったようである。由来については、「紀伊続風土記」（1839（天保10）年刊行）に「『田屋村森氏所蔵文書』に『按するに六十谷は墓所谷なるへし。墓所を六十と書けるは、墓所の字を忌みて同音の字に代えたるなり。此の地古よりの墓所なれば、好字に改め直に村名となせるなり。村の北山麓に行基の庄三昧といふ一村の墓地あり…』とある」と記されている。郷土史家の中屋博志は「和歌山市有功郷土史」（有功地区公民館発行、2004年刊）で、「庄三昧といふ一村の墓地」は現在の六十谷共同墓地ではないかとするが、この「紀伊続風土記」以外に「墓所谷」とする記述がないとも指摘し、1804（文化元）年の六十谷射矢止神社由緒文書に、仲哀天皇の御后息長足姫尊が三韓征伐の帰りに矢を放ったところ神社の近くに落ち、皇后は神の加護と当社に籠られ、「今是を六十谷と云は、葛城山続にて谷数多くある故に号と云へとも、実は皇后の夢相を蒙り玉ひし、御矢の瑞より号して、中古六十谷と書改しと…」との記述があるとも紹介している。
当駅より北5キロメートル余りの谷あいに「墓の谷」といわれる行者堂があるが、役小角が母を祀ったところとの伝承があり、「母の谷」が訛ったともいわれている。住所は直川である。六十谷地名との関連の有無の検証が待たれる。

## 駅構造
相対式ホーム2面2線をもつ地上駅で、分岐器や絶対信号機がない停留所に分類される。駅舎はコンクリートづくりの平屋建てで、自動改札機が設置されている。駅舎は1番のりば側にあり、2番のりばへは跨線橋で連絡する。開智中学校・高校への通学生のために2番のりばの外れに専用出口がある。2009年3月にエレベーターとLED式発車標が設置された。　
なお、1970年代半ば過ぎまでは、駅本屋は現在より約30メートル南にあった。旅客は道路と同一平面の改札口を入って後、少し上り坂になった通路を経て下りホームへの渡線路、上りホームへ至った。現在、通路の遺構を上りホームの下に見ることができる。現在の駅舎は貨物扱い所跡地に建てられた。
和泉砂川駅が管理している業務委託駅。2012年に和歌山駅から移管された。
改札口はICカード「ICOCA」を利用することができる（相互利用可能ICカードはICOCAの項を参照）。

### のりば
| のりば | 路線   | 方向 | 行先       |
| ------ | ------ | ---- | ---------- |
| 1      | 阪和線 | 上り | 天王寺方面 |
| 2      | 阪和線 | 下り | 和歌山方面 |

## 利用状況
「和歌山県統計年鑑」によると、近年の1日平均乗車人員は以下の通りである。
| 年度   | 1日平均 乗車人員 |
| ------ | ---------------- |
| 1998年 | 4,159            |
| 1999年 | 4,242            |
| 2000年 | 4,323            |
| 2001年 | 4,329            |
| 2002年 | 4,316            |
| 2003年 | 4,247            |
| 2004年 | 4,117            |
| 2005年 | 4,162            |
| 2006年 | 4,147            |
| 2007年 | 4,035            |
| 2008年 | 3,990            |
| 2009年 | 3,824            |
| 2010年 | 3,786            |
| 2011年 | 3,695            |
| 2012年 | 3,715            |
| 2013年 | 3,843            |
| 2014年 | 3,653            |
| 2015年 | 3,718            |
| 2016年 | 3,608            |
| 2017年 | 3,597            |
| 2018年 | 3,573            |
| 2019年 | 3,446            |
| 2020年 | 3,047            |
| 2021年 | 3,006            |
| 2022年 | 3,163            |

## 駅周辺
- 本恵寺（通称「直川観音」。「墓の谷」へのハイキングコースの途中にある）
- 開智中学校・高等学校
- 和歌山市立和歌山高等学校
- 近畿大学附属和歌山高等学校・中学校
- 和歌山市立有功中学校
- 和歌山市立直川小学校
- 和歌山市立有功東小学校
- 谷山学園 有功幼稚園
- 日本郵便 有功郵便局
- 和歌山バス「六十谷」停留所 - 83・84系統（六十谷線）
- オークワ 六十谷店
- きのくに信用金庫 六十谷支店

## 隣の駅
西日本旅客鉄道（JR西日本）
 阪和線
■快速・■直通快速・■紀州路快速（朝の下りの一部）
紀伊駅 (JR-R51) - 六十谷駅 (JR-R52) - 和歌山駅 (JR-R54)
■紀州路快速（上記以外の列車）・■区間快速（平日のみ運転）・■普通
紀伊駅 (JR-R51) - 六十谷駅 (JR-R52) - 紀伊中ノ島駅 (JR-R53)